# José María Gutiérrez Santos
José María Gutiérrez Santos (Valencia de Don Juan, 19 de mayo de 1933 - Unquillo, 5 de febrero de 2007) fue un director de cine y guionista español.

## Biografía
Formado en Salamanca y París, comenzó trabajando como realizador en TVE y en la década de 1960 dirigió sus primeros cortometrajes, logrando un premio en la Semana Internacional de Cine de Valladolid y una nominación en Cannes con El triunfo de la muerte (1969).
A comienzos de la década de 1970 se desempeñó como adjunto en la dirección de varios largometrajes, hasta que en 1975 logró dirigir su primera película, adaptando la novela Pantaleón y las visitadoras de Mario Vargas Llosa y junto al propio escritor, a quien había conocido en 1958 en París.
Gutiérrez alcanzaría el éxito con su segundo largometraje, ¡Arriba Hazaña! (1978), protagonizada por Fernando Fernán Gómez, José Sacristán y Héctor Alterio. También filmó dos comedias representativas de la cinematografía española del momento: Pepe, no me des tormento (1981) y Los autonómicos (1982), la primera con Emilio Gutiérrez Caba y Cecilia Roth y la segunda con Antonio Ozores, Juanito Navarro y Rafaela Aparicio, entre otros. Posteriormente, Gutiérrez Santos se volcó a las series y los documentales, destacando su adaptación a la televisión de "El obispo leproso" (1990), novela original de Gabriel Miró.

## Filmografía como director
- Electrificando Castilla (1965) (Corto documental)
- El triunfo de la muerte (1969) (Corto documental)
- Pantaleón y las visitadoras (1976)
- Arriba Hazaña! (1978)
- Pepe, no me des tormento (1981)
- Los autonómicos (1982)
- La llave de Toledo (1985) (Documental)